# Horní Lapač
Obec Horní Lapač se nachází cca 18 km od města Kroměříž v okrese Kroměříž ve Zlínském kraji. Žije zde 269 obyvatel.

## Název
Jméno vesnice je pravděpodobně totožné s obecným lapač - "místo, kde se lapá". Bylo tak označeno buď místo, kde se vyskytují zloději, nebo kde bývají zloději zajímáni. Přívlastek Horní byl dán buď na odlišení od Lapače u Přerova nebo podle dřívějšího označení Na horním.
"Místo, kde se lapá" také mohlo souviset s tím, že osada stávala na okraji panské obory.
Podle jiného výkladu slovo Lapač označovalo dřevěné zábradlí před hospodou opatřené kruhy, za něž se uvazovali koně. A přívlastek Horní odlišoval sídlo od osady Dolní Lapač, která v minulosti stávala jižně od Žeranovic.

## Historie
Osada vznikla roku 1790 parcelací vrchnostenského dvora. Až do roku 1875 byla osada součástí obce Žeranovice. Samostatnost získala na základě žádosti občanů i podpory tehdejšího poslance Františka Skopalíka.

## Obyvatelstvo

### Struktura
Vývoj počtu obyvatel za celou obec i za jeho jednotlivé části uvádí tabulka níže, ve které se zobrazuje i příslušnost jednotlivých částí k obci či následné odtržení.
| Místní části   | Místní části     | 1869 | 1880 | 1890 | 1900 | 1910 | 1921 | 1930 | 1950 | 1961 | 1970 | 1980 | 1991 | 2001 | 2011 |
| -------------- | ---------------- | ---- | ---- | ---- | ---- | ---- | ---- | ---- | ---- | ---- | ---- | ---- | ---- | ---- | ---- |
| Počet obyvatel | část Horní Lapač | -    | 250  | 292  | 259  | 291  | 278  | 285  | 258  | 287  | 251  | 213  | 218  | 242  | 252  |
| Počet domů     | část Horní Lapač | -    | 43   | 46   | 48   | 51   | 51   | 56   | 61   | 64   | 67   | 66   | 76   | 80   | 86   |

## Pamětihodnosti
- Socha Panny Marie svatohostýnské
- Kaple svatého Floriána
- Kříž u silnice

## Galerie

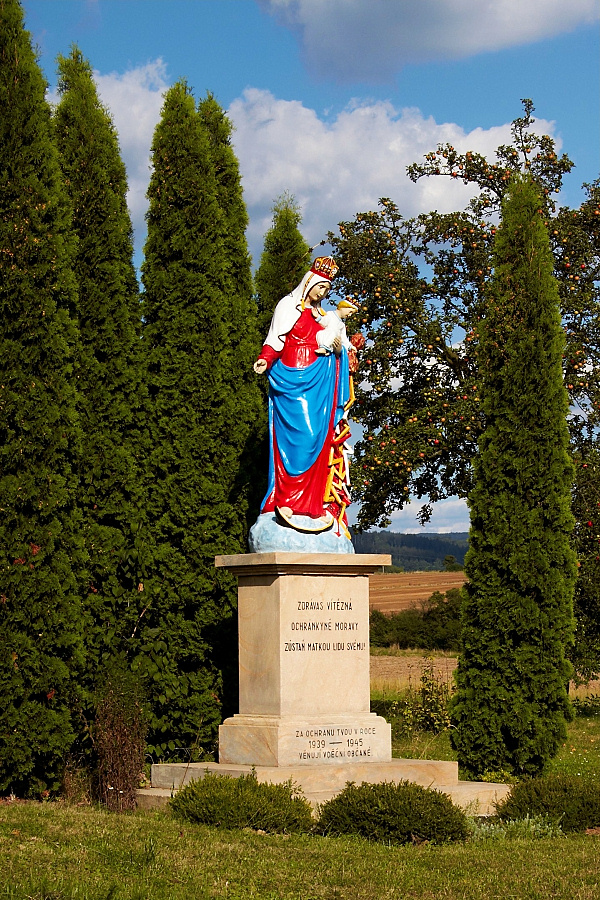
Socha Panny Marie svatohostýnské
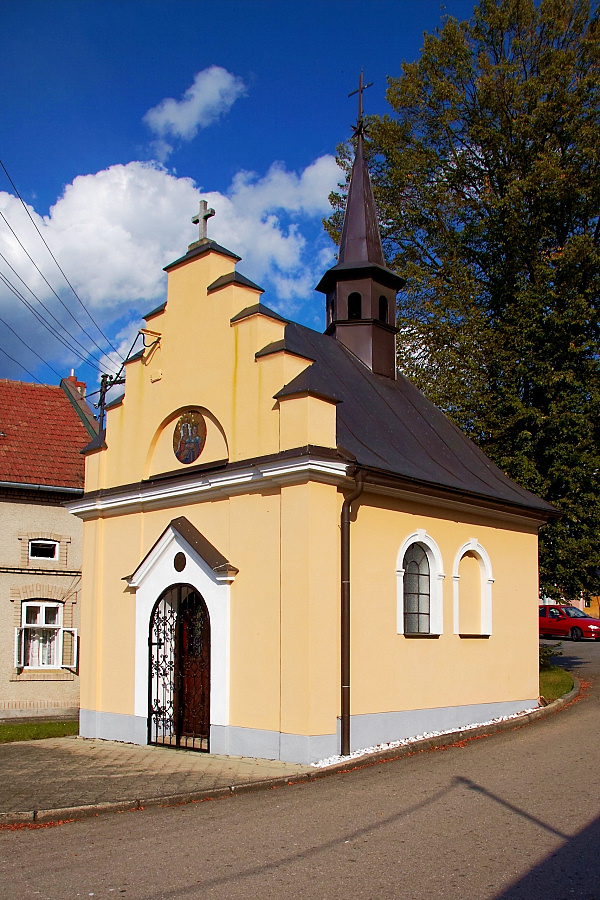
Kaple sv. Floriána